# تسوتومو سكوما
تسوتومو سكوما (باليابانية: 佐久間勉؛ بالكانا: さくま つとむ) هو عسكري ياباني، ولد في 13 سبتمبر 1879 في فوكوي في اليابان، وتوفي في 15 أبريل 1910 في بحر سيتو الداخلي في اليابان.